# Onni Pellinen
Onni Pellinen (Finlandia, 14 de febrero de 1899-Estambul, Turquía, 30 de octubre de 1950) fue un deportista finlandés especialista en lucha grecorromana donde llegó a ser medallista de bronce olímpico en París 1924.

## Carrera deportiva
En los Juegos Olímpicos de 1924 celebrados en París ganó la medalla de bronce en lucha grecorromana estilo peso ligero-pesado, siendo superado por los luchadores suecos Carl Westergren (oro) y Rudolf Svensson (plata). Cuatro años después, en las Olimpiadas de Ámsterdam 1928 volvió a ganar la medalla de bronce en la misma categoría.